# Ailiph Doepa
Ailiph Doepa (auch japanisch アイリフドーパ Airifu Dōpa) ist eine vierköpfige Band aus Japan, die 2010 gegründet wurde. Abgekürzt wird die Band „Dopa“ genannt. Im Mai 2023 benannte sich die Band offiziell um in „AILIFDOPA“ und veröffentlichte dazu eigens einen Song.

## Geschichte
Ursprünglich wurde die Band mit dem Hintergedanken gegründet, die US-amerikanische Nu-Metal-Band Limp Bizkit nachzuahmen. Die Bandmitglieder hatten sich auf einer Musikfachschule kennengelernt.
Der ursprüngliche Name der Band wurde aus einem Anagramm des englischen Begriffs „paedophilia“ (Pädophilie) gebildet. Die Künstlerpseudonyme der Mitglieder, deren bürgerliche Namen nicht bekannt sind, gehen allesamt auf Einfälle des Sängers und Songwriters, Eyegargoyle, zurück. Gemäß Eigenaussage erdachte er sie während eines inspirierenden zweistündigen Aufenthalts in einem Bamiyan-Restaurant.
Ihr erstes Album Million Seller Album veröffentlichten Ailiph Doepa im November 2011. Es folgten die Werke Curse of Art (2014), Ailiph Doepa (2016) und Oxygen (2018). Zuletzt erschien im Indie-Label Innovator Records das Doppel-Album Exormantis / Plasma 〜the world〜 (2020).
2018 schafften es Ailiph Doepa über ein erfolgreiches Band-Casting ins Line-Up des prestigeträchtigen „Dead Pop Festival“ in der Stadt Kawasaki.
Im Dezember 2020 äußerte sich Mike Portnoy, der ehemalige Schlagzeuger der Band Dream Theater, auf seinem Instagram-Profil positiv über das Doppel-Album Exormantis / Plasma 〜the world〜, was der Band zum ersten Mal in ihrer Laufbahn Aufmerksamkeit im Westen bescherte.

## Stil
Ailiph Doepa mischen in ihrer eklektizistischen Musik Elemente des Nu Metal, Heavy Metal, Pop Punk, J-Pop und Ska-Punk. Der Grundton ihrer Songs ist ein chaotischer, von regelmäßigen Stilbrüchen geprägter, das Gesamtkonzept beruht in erster Linie auf Satire und Persiflage. In ihren Lyrics wechseln sich japanische und englische Textteile sekündlich ab. Mike Portnoy nannte Ailiph Doepa die „verrückteste Band, von der ihr noch nie gehört habt“ und verortete sie stilistisch „irgendwo zwischen“ den Bands System of a Down, Korn und Mr. Bungle. Als wichtigste Inspirationsquellen für seine Kompositionen nannte Eyegargoyle neben System of a Down auch die kommerziell erfolgreiche japanische Nu-Metal-Band Maximum the Hormone.
Optisch präsentieren sich Ailiph Doepa in parodistischer Anlehnung an den Visual-Kei-Stil in Make-Up und bunten, teilweise clownesken Kostümen. Ihre Musikvideos sind in aller Regel von schnellen Schnitten und wilden Bild- und Animationscollagen geprägt.

## Diskografie

### Alben
- 2011: Million Seller Album
- 2014: Curse of Art
- 2016: Ailiph Doepa
- 2018: Oxygen
- 2020: Exormantis / Plasma 〜the world〜

### Singles und EPs
- 2012: Buddha Chan
- 2012: Cat Man
- 2016: Mars
- 2017: Bonus
- 2018: Cocoon
- 2021: SE・SA・ME
- 2023: BRAIN E.P. (Left Side) / BRAIN E.P. (Right Side)
- 2024: I Made This For You